# Dikke staart

De lange staart, geel gekleurd

Een dikke staart (Engels: long tail of heavy tailed distribution) is een staart van een kansverdeling waarin zich een groter deel van de kansmassa of populatie bevindt dan bij de normale verdeling.

## Geschiedenis
Het werk aan kansverdelingen met dikke staarten dateert terug tot de jaren 1940.
Het begrip long tail won sterk aan populariteit na een artikel van door Chris Anderson in Wired Magazine uit oktober 2004 om economische modellen van winkels als Amazon.com of Bol.com te beschrijven. Zijn artikel resulteerde in het boek The Long Tail. Why the Future of Business is Selling Less of More uit 2006. 
In essentie komt zijn theorie erop neer dat producten die maar weinig afnemers hebben of waar weinig vraag naar is, gezamenlijk een groter deel van de markt kunnen innemen dan de grote hits in de industrie, zolang de winkel of het distributiekanaal maar groot genoeg is.

## Voorbeelden
Het internet is een van de ideale kanalen voor dikke staart-gerelateerde producten, aangezien het aantal schappen of kasten onbeperkt is. Een Amazon-medewerker omschreef de dikke staart als volgt: We verkopen vandaag meer boeken die gisteren niet liepen, dan dat we vandaag boeken verkopen die gisteren een succes waren.
Voorbeelden van media die veel dikke staart-inhoud hebben, zitten vaak in de hoek van user-generated content, zoals Flickr en YouTube.
Ook binnen de meer traditionele media, zoals televisie en radio, is het begrip dikke staart in toenemende mate relevant. Met de opkomst van satelliettelevisie en satellietradio is het mogelijk geworden specifieke thema-kanalen op de markt te zetten. Hiermee wordt per kanaal slechts een kleine doelgroep bereikt, maar alle themakanalen bij elkaar hebben meer kijkers en luisteraars dan de grootste zenders alleen.
Ook in zoekmachinemarketing wordt het dikke staart-principe langzaam maar zeker een begrip. In deze context heeft de dikke staart betrekking op keywords of keyphrases waarop websites gevonden worden of willen worden. De keyphrases die zeer populair zijn als zoekopdracht worden dusdanig sterk beconcurreerd, dat het voor adverteerders, contentmanagers en webmasters interessanter is om zich op de long tail keywords te richten.

## Wiskundige en statistische achtergrond
De dikke staart is een bekend verschijnsel bij kansverdelingen. Waar het om gaat, is dat langs de staart lopend weliswaar de hoogte ervan relatief laag is, zelfs lager wordt hoe verder je komt, maar dat het totale oppervlak groot is, groter zelfs dan het oppervlak onder het eerste, relatief hoge stukje van de kansverdeling. Per verdeling valt vrij gemakkelijk uit te rekenen waar het punt ligt waarop de helft van het oppervlak links ervan ligt en de helft ervan rechts. Bij het soort verdelingen als getekend, met een dikke staart, ligt dat ver naar links. Dit in tegenstelling tot symmetrische verdelingen zoals de bekende normale verdeling waar dit punt uiteraard exact onder het hoogste punt van de verdeling valt.

## Toxic tail
Een enigszins verwant verschijnsel is de toxic tail (giftige staart). Hierbij is de kansverdeling een functie van tijd en kosten, bijvoorbeeld bij investeringsprojecten, verzekeringspolissen vanuit het oogpunt van verzekeraars. Bij een toxic tail is er sprake van langdurig na-ijlende kosten waar niet of moeilijk vanaf te komen is. Voorbeelden van toxic tails zijn:
- Een handelaar in vorderingen koopt 100 vorderingen. De meeste betalen tijdig af, maar na 10 jaar blijven er nog enkelen over waarin de leningnemer niet wil of kan terugbetalen en juridische procedures en administratie voor doorlopende kosten zorgen.
- Na een natuurramp (bijvoorbeeld een zware storm) zullen de meeste verzekeringsclaims makkelijk en snel worden afgehandeld, daar het eenvoudige zaakschades betreft. De grotere en gecompliceerde schadegevallen kunnen echter nog jaren doorslepen.
- In een life settlement-transactie zullen de meeste verzekeringspolissen ongeveer rond het aflopen van de gemiddelde levensverwachting van de verzekerden aflopen. Een deel van de verzekerden kan echter nog langer in leven blijven dan verwacht, dit betekent dat er in theorie nog premie moet worden betaald totdat ook zij overleden zijn.